# Sega Model 2C-CRX
Sega Model 2C-CRX es una placa de arcade creada por Sega destinada a los salones arcade.

## Descripción
El Sega Model 2C-CRX fue lanzada por Sega en 1994 y es una revisión de la Sega Model 2.
Posee un procesador Intel i960-KB de 32 bits RISC @ 25 MHz. y tiene un procesador de sonido 68000 trabajando a 11.2896 MHz., tiene algunas leves diferencias con respecto a la Model 2. De forma opcional, puede tener además una tarjeta de sonido, la cual tiene dos variantes.
En esta placa funcionaron 10 títulos, entre ellos el conocido The House of the Dead.

## Especificaciones técnicas

### Procesador
- Intel i960-KB de 32 bits RISC @ 25 MHz.

### Audio
- 68000 trabajando a 11.2896 MHz.

Chips de Sonido:
- - SCSP/YMF292-F (315-5687) LAKE @ 11.3MHz
  - 44.1 khz
  - 32 Canales, 16 bits, 2 canales de salida
  - Audio RAM: 540 Kilobytes (4 megabits)

Nota: Comunicación con la CPU principal por MIDI

### Tarjeta de sonido opcional
Configuración 1
- Hardware : DSB1
- CPU: Z80
- Sound Chip : NEC uD65654GF102

Configuración 2
- Hardware : DSB2
- CPU: 68000
- Sound Chip: NEC uD65654GF102

Nota: Ambas configuraciones pueden reproducir música en estéreo o mono, y pueden transmitir música desde los canales izquierdo y derecho por separado.

### Video
- Fujitsu TGPx4 MB86235 FPU 32bits 16M flops  
  - Memoria Ram: 8 Megabits + 1 Megabit
  - Memoria Rom: 720 Megabits como máximo
  - Resolución: 496x384, 65536 colores simultáneos en pantalla
  - Geometría: 300.000 polígonos/s, 900.000 vectores/s
  - Rendering: 1,200,000 pixeles/s
  - Video: Shading Flat Shading, Perspective Texture, Micro Texture, Multi Window, Diffuse Reflection, Specula Reflection.

## Lista de videojuegos
- Behind Enemy Lines
- Dynamite Cop / Dynamite Dekka 2
- Over Rev
- Power Sled
- Sega Ski Super G
- Sega Touring Car Championship
- Sega Water Ski
- The House of the Dead
- Top Skater
- Wave Runner